# Aistė Smilgevičiūtė
Aistė Smilgevičiūtė-Radzevičienė (ur. 29 października 1977 w Płungianach) – litewska piosenkarka.
Gra muzykę w stylu folk, jazz oraz pop-rock. Od roku 1996 członkini zespołu Skylė. Brała udział również w innych folkowych i nietradycyjnych projektach muzycznych. Ukończyła filologię klasyczną na Uniwersytecie Wileńskim.
W roku 1999 reprezentowała Litwę na Konkursie Piosenki Eurowizji w Izraelu z folkowym utworem Strazdas (wykonanym w dialekcie żmudzkim), autorstwa Sigitasa Gedy i Linasa Rimšy. Piosenka uzyskała 13 punktów, zajmując 20. miejsce z 23.

## Dyskografia
- Aistė po vandeniu (1996)
- Sakmė apie laumę Martyną (1996)
- Strazdas (1999, singel)
- Tavo žvaigždė (2000, singel)
- Užupio himnas (2001)
- Nepamirštoms žvaigždėms (2003)
- Povandeninės kronikos (2007)
- Sapnų trofėjai (2009)
- Broliai (2010)